# Кундзиньсала
Ку́ндзиньсала (латыш. Kundziņsala, «Остров госпожи») — микрорайон в Риге, занимающий территорию одноимённого острова у правого берега Даугавы, в северной части города.
Остров Кундзиньсала — второй по величине (после острова Буллю) остров в Риге. По большей части является промышленным районом. На острове существуют небольшие озёра, вода в которых пригодна для купания.
Почти вся северная часть острова находится в частной собственности, вход посторонним запрещён (кроме владельцев дачных домов). В южной части расположен жилой район, где построены малоэтажные дома. На западном берегу расположен контейнерный терминал Рижского порта, там был построен железнодорожный мост, но поезда на остров ходят редко. Железнодорожный мост используется и как автомобильный, железная дорога на нем сохраняется.
В северной части острова расположены дачи и недостроенные малоэтажные жилые квартирные дома. В советское время на Кундзиньсале планировалось возведение нового микрорайона, но планы так и не были воплощены в жизнь.

## Транспорт
Единственный мост на остров Кундзиньсала ведет с Саркандаугавы.
Единственный маршрут общественного транспорта — 3 троллейбус (с 1.04.2013), курсирующий от Саркандаугавы на дизельном генераторе.
- № 3: Centrāltirgus - Sarkandaugava - Kundziņsala

## Галерея

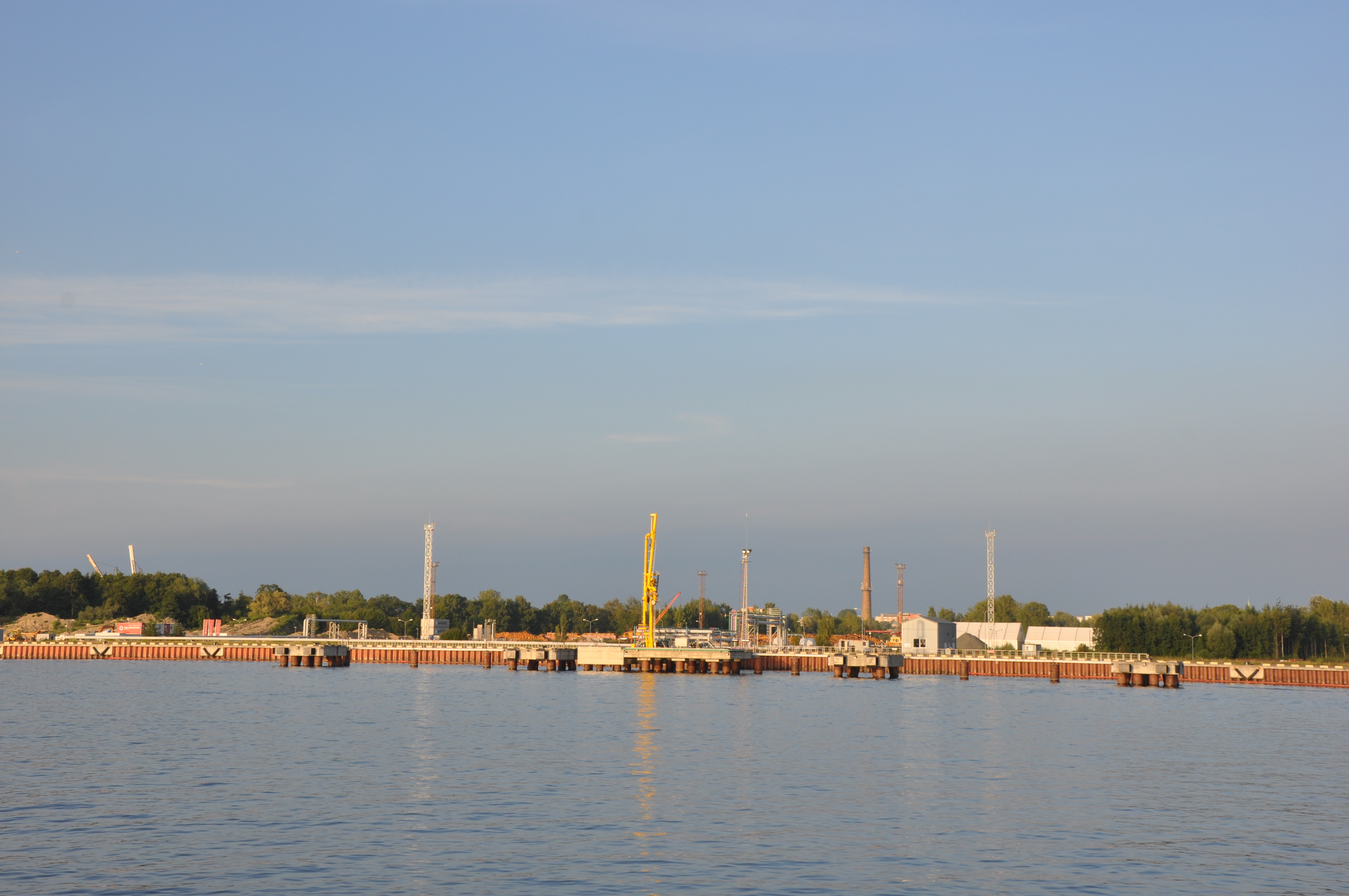
Вид на Кундзиньсалу
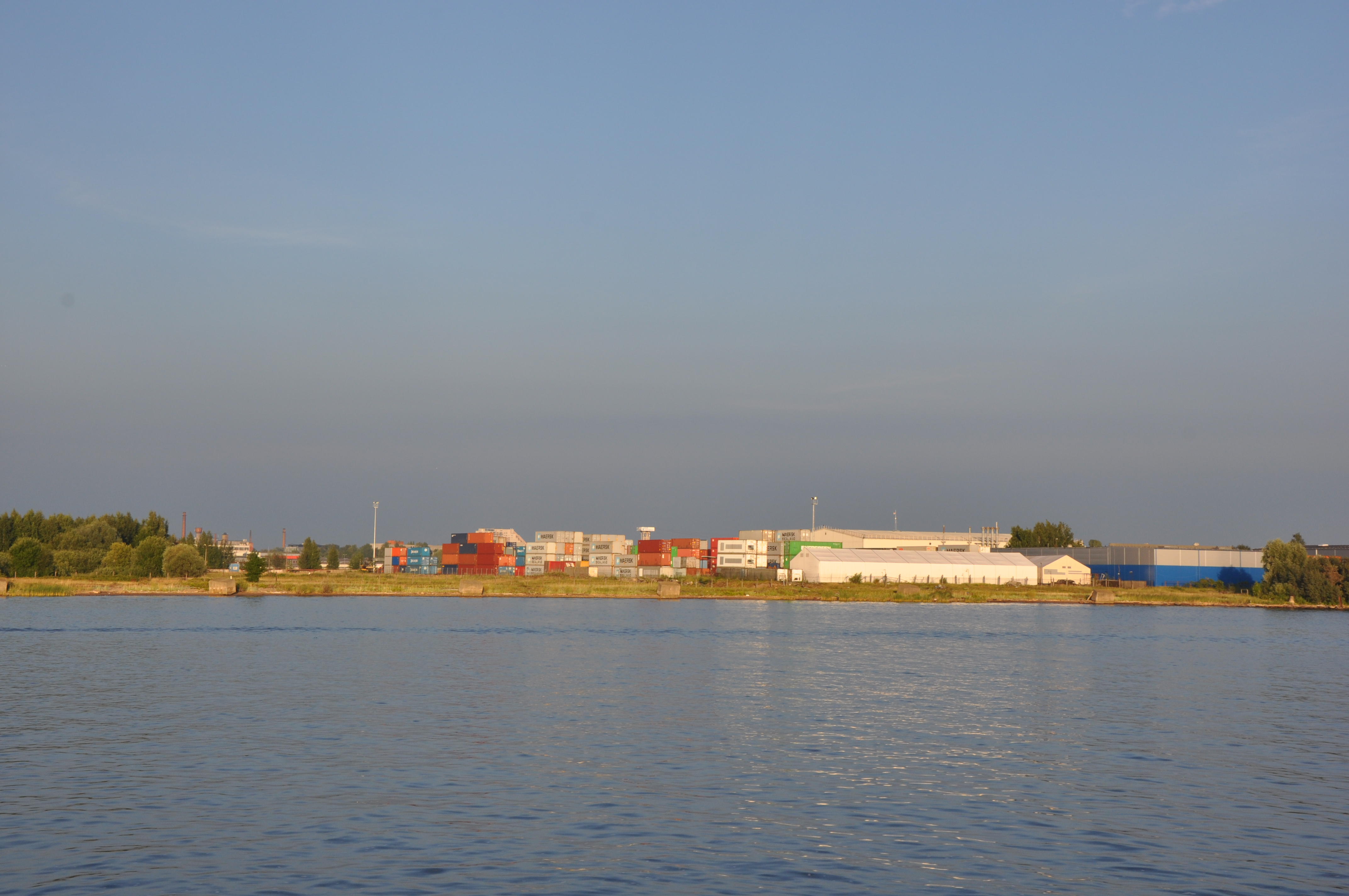
Кундзиньсала у Саркандаугавы
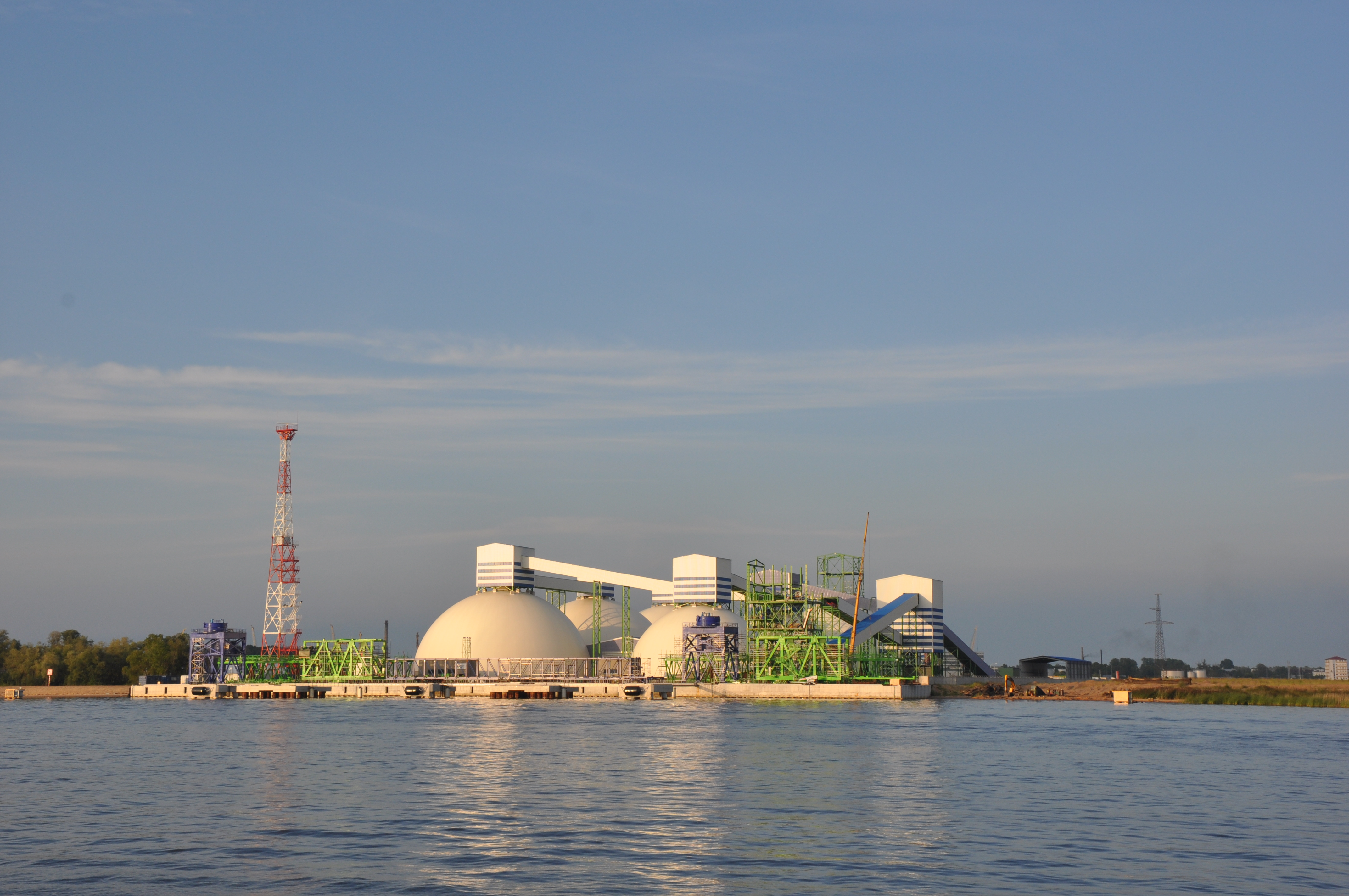
Терминал минеральных удобрений
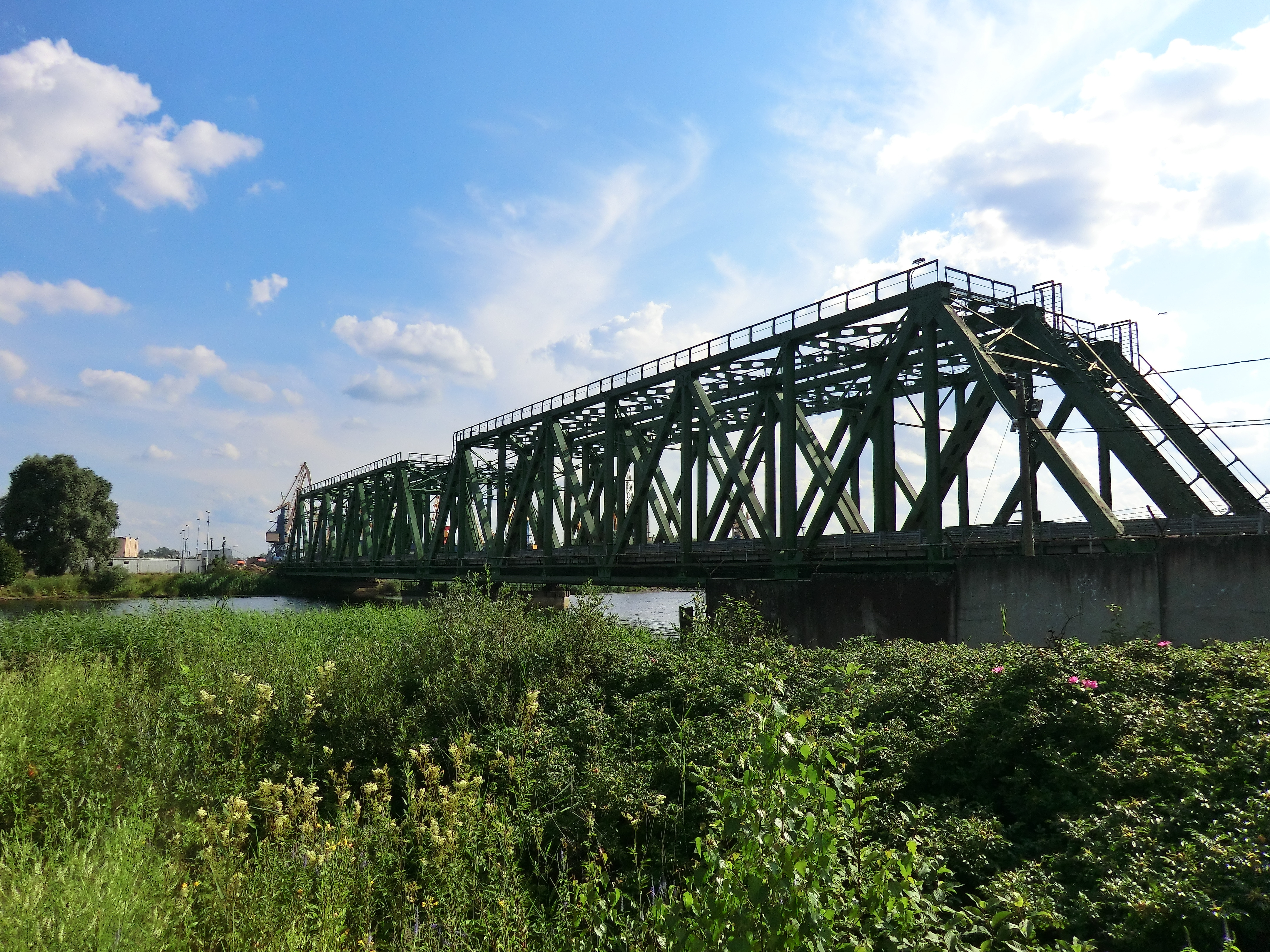
Мост на Кундзиньсалу
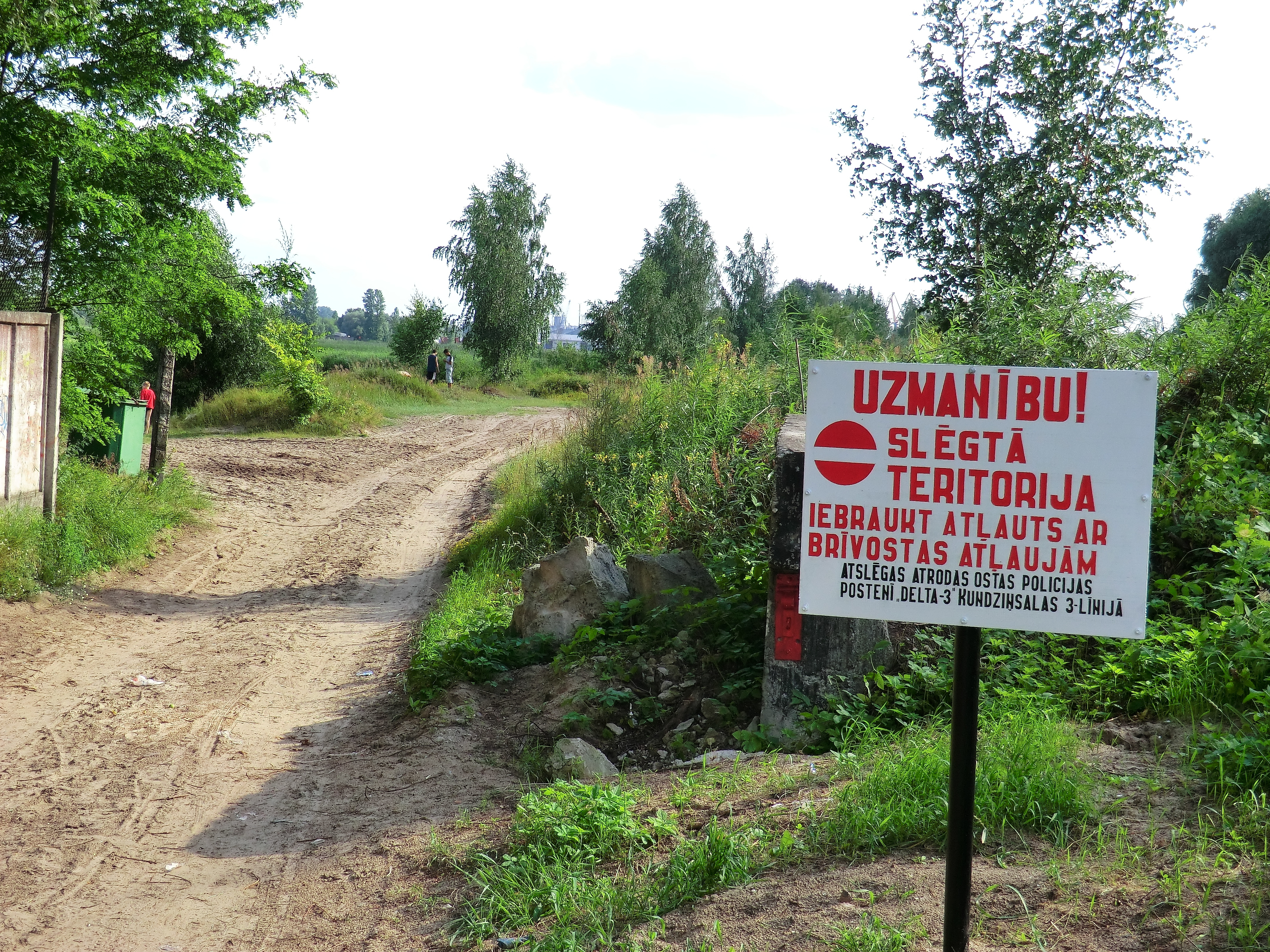
На острове
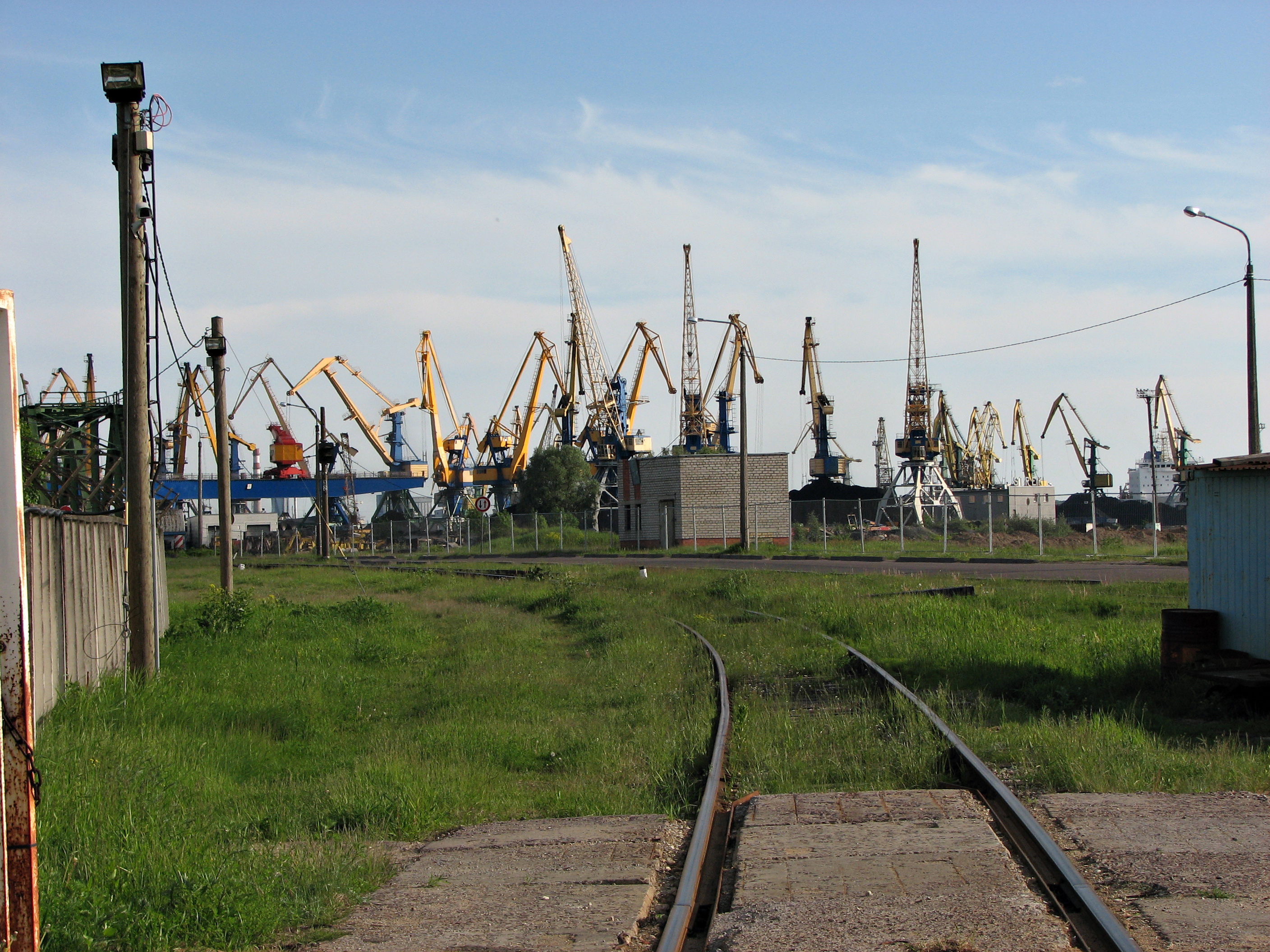
Вид на порт
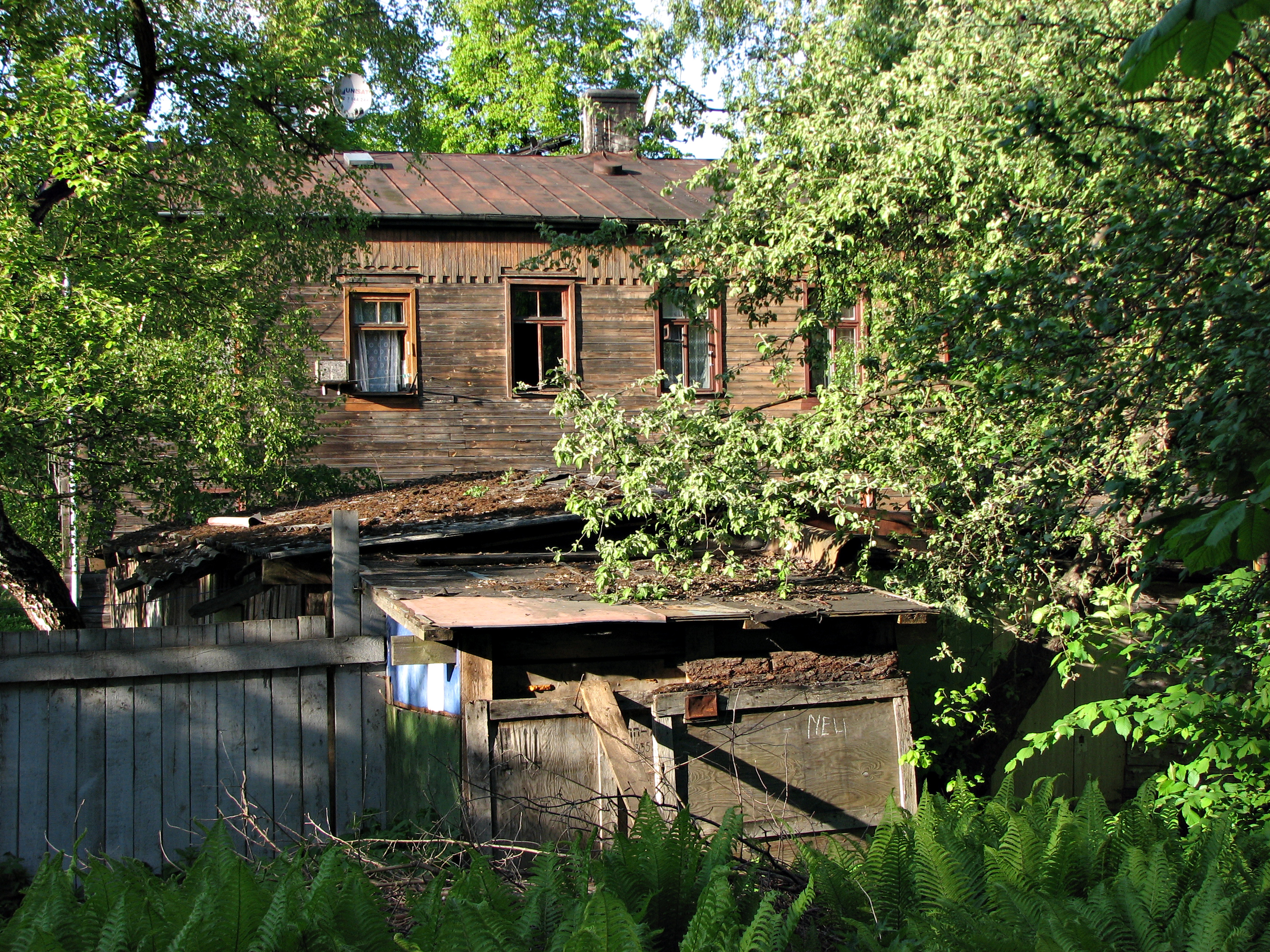
Старая жилая застройка
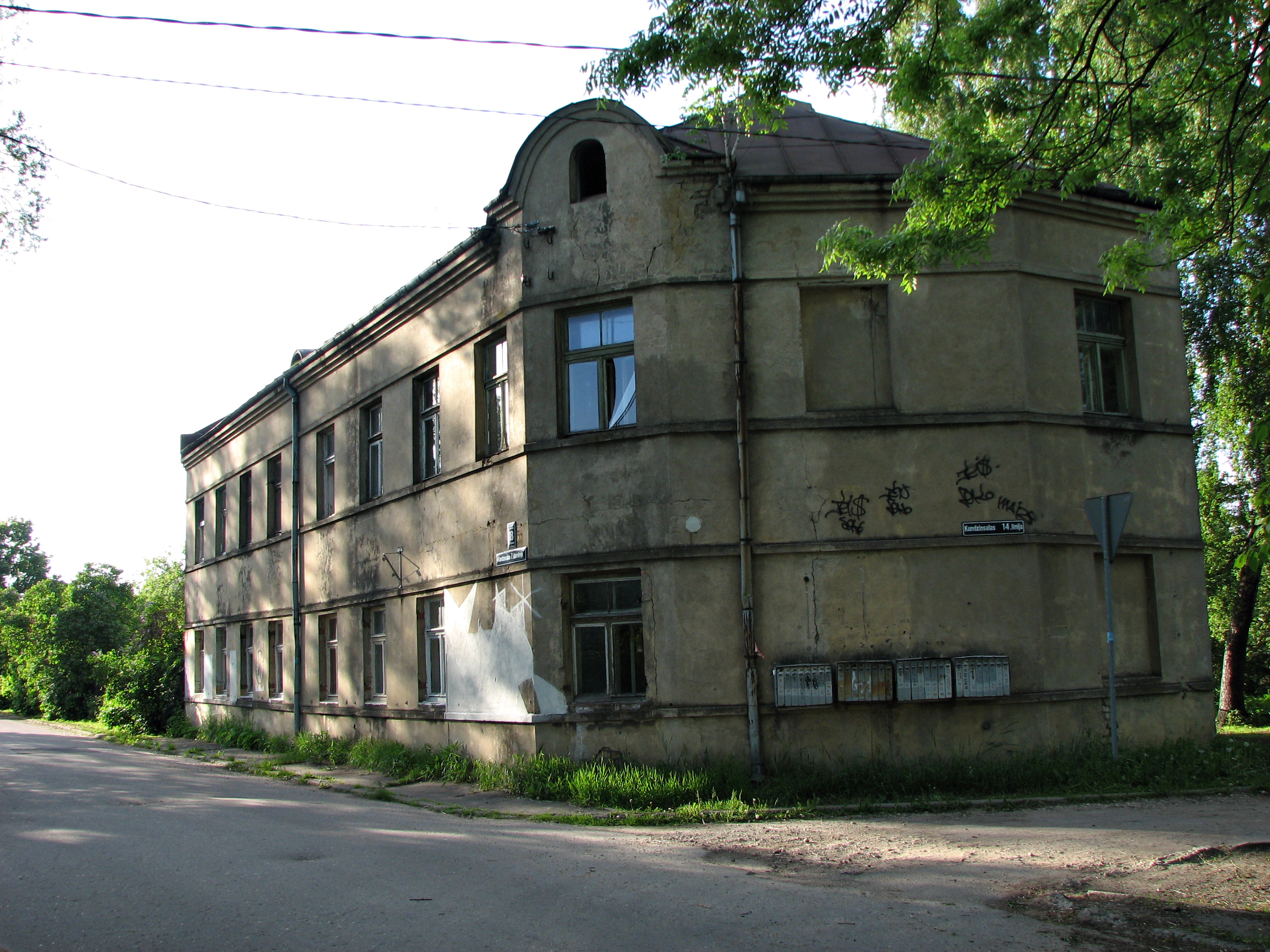
Угол 7-й поперечной и 14-й линий